# 小松バイパス (愛媛県)
小松バイパス（こまつバイパス）は愛媛県西条市小松町新屋敷から同町安井に至る、延長7.5 kmの国道11号バイパスとして建設される道路。交通混雑の緩和及び交通安全の確保と今治小松自動車道いよ小松北ICとのアクセス強化を図ることを目的としている。
全線開通により、国道11号西条市バイパス、愛媛県道13号壬生川新居浜野田線（旧・東予有料道路）と一体で、西条市街地の国道11号現道に対するバイパスルートを形成する予定。

## 概要
- 起点：西条市小松町新屋敷（国道196号、愛媛県道13号壬生川新居浜野田線交点）[3]
- 終点：西条市小松町安井（国道11号現道交点）[3]
- 延長：7.5 km[3]
- 規格：第3種第2級[3]
- 車線数：完成4車線[3]
- 道路幅員：25.0 m[3]
- 車線幅員：3.5 m[3]
- 設計速度：60 km/h

## 沿革
- 1991年（平成3年） : 事業化[4]。
- 1991年（平成3年） : 12月17日 都市計画決定。
- 1992年（平成4年） : 用地着手[4]。
- 1998年（平成10年） : 工事着手[4]。
- 1999年（平成11年）3月 : 小松町妙口（0.2 km）の暫定2車線供用[4]。
- 2001年（平成13年）3月 : 小松町妙口（0.7 km）間の暫定2車線供用[4]。
- 2008年（平成20年）3月 : 小松町北川 - 小松町妙口間（1.1 km）の暫定2車線供用[4]。
- 2023年（令和5年）9月24日 : 西条市小松町新屋敷（0.4 km）の暫定2車線供用[5]。

## 通過市町村
- 愛媛県西条市

## 当該道路の位置関係
- （高松方面） - 国道11号現道 - 国道11号西条市バイパス - 愛媛県道13号壬生川新居浜野田線 - 国道11号小松バイパス - 国道11号現道 - （松山方面）